# Оскар Уайлд
Вижте пояснителната страница за други личности с името Уайлд.
Оскар Фингъл О'Флаърти Уилс Уайлд (на английски: Oscar Fingal O'Flahertie Wills Wilde), накратко Оскар Уайлд е ирландски драматург, писател и поет. Той става един от най-популярните драматурзи в Лондон в началото на 90-те години на XIX век, по време на късновикторианската Англия. Неговата известност се дължи предимно на епиграмите и пиесите му, романа му „Портретът на Дориан Грей“ (1890 г.) и обстоятелствата, свързани с лишаването му от свобода и ранната му смърт.
Родителите на Уайлд са успешни англо-ирландски интелектуалци в Дъблин. Той е привърженик на философията на естетизма. След университета Оскар Уайлд се премества в Лондон и след успеха си заживява в модерни културни и социални кръгове. Хапливото му остроумие, безупречното му облекло и блестящото му умение да води разговор го правят една от най-известните личности на неговото време. Пише драмата „Саломе“ през 1891 г. на френски език, докато е в Париж.
Макар да е сред най-големите знаменитости на своето време, Уайлд претърпява съкрушителен провал и е отхвърлен от лондонското висше общество заради непристойно поведение. Осъден е на две години затвор и тежък труд, от 1895 до 1897 г. При освобождаването си незабавно заминава за Франция, без да се завръща в Ирландия или Великобритания. Умира в Париж на 46-годишна възраст.

## Биография

### Произход и детство
Оскар Уайлд е роден на 16 октомври 1854 г. в Дъблин като второто от трите деца на сър Уилям Уайлд и Джейн Франческа Уайлд. Джейн Уайлд под псевдонима Сперанца (на италиански: speranza – надежда) пише поезия за революционното движение „Млада Ирландия“ и през целия си живот е ирландски националист. Тя също има интерес към нео-класицизма, което си личи от картините и бюстовете в нейния дом. Уилям Уайлд е един от водещите ирландски очни и ушни хирурзи, и през 1864 е удостоен с рицарско звание. Той също пише книги за археологията в Ирландия и селския фолклор. Оскар Уайлд е кръстен в местната англиканска църква Свети Марк.
Освен децата от съпругата си, сър Уилям Уайлд става баща на три извънбрачни деца преди да се ожени. Това са Хенри Уилсън и сестрите Емили и Мери Уайлд, които не са от майката на Хенри. Сър Уилям признава бащинството на незаконните си деца и осигурява образованието им.
Преди да тръгне на училище на деветгодишна възраст, малкият Оскар получава домашно образование от учител французин и възпитателка германка, които го учат на родните си езици. След това учи в колежа „Тринити“ от 1871 до 1874 г., където е приет със стипендия. През тези години се заражда интересът му към гръцката литература. В „Тринити“ Уайлд спечелва множество отличия, след което продължава образованието си в Оксфорд и също получава стипендия, за да продължи изучаването на класическа литература и философия.

### Университетски години
В Оксфорд той проявява влечение към масонството, а след като започва редовно да посещава католически литургии и дори пътува до Рим, където получава аудиенция от папа Пий IX, след която остава напълно изумен, Уайлд изпитва желание да стане католик. Баща му приема остро това решение и го заплашва със спиране на средствата, които му предоставя за образованието. Оскар урежда всичко относно кръщенето си, но в последния момент се отказва, запазвайки интерес към католическите богослужение и литургии за цял живот.
Във времето, през което Оскар Уайлд учи в Оксфорд, той става известен със своите предпочитания към зараждащото се ново декадентско движение, чийто идеал е „чистото изкуство“. В обществените си изяви Уайлд провокира светските кръгове с необичайния си маниер на обличане и с типа мъжественост, който демонстрира. Той ходи с дълга коса, въпреки че от време на време играе бокс, открито презира „мъжествените“ спортове и украсява стаята си с пера от паун, лилии, слънчогледи, син порцелан и други предмети на изкуството. Някои елементи у тези естети, към които се причислява Оскар Уайлд, предизвикват презрение, но тяхното сантиментално отношение към света и показно облекло стават отличителни белези. Уайлд веднъж е нападнат физически от четирима свои състуденти и за изненада на всички се справя с тях собственоръчно. До третата си година в Оксфорд Уайлд вече е започнал да изгражда образа си в обществото. Той не приема образованието си в университета като единствен път към знания и това негово отношение предизвиква временното му изключване, след като закъснява с около един месец започването на семестъра заради кратко пътешествие в Гърция.
В Оксфорд Уайлд също се среща с двама писатели със силно влияние върху цялото му творчество. Това са Уолтър Пейтър и Джон Ръскин. Патър е автор на книга за историята на Ренесанса, където описва идеите си, че трябва да се обръща най-голямо внимание на чувствителността на човека към изкуството и се опитва да възкреси отношението към изкуството от Античността. Тази книга Уайлд винаги носи със себе, знае части от нея наизуст и тя заражда чувството му за отдаденост към изкуството. Джон Ръскин насочва творчеството на Уайлд и не приема идеите на Пейтър, че значението на изкуството се крие в потенциала му да подобрява обществото. Оскар с интерес посещава лекциите на Ръскин и дори се включва в проекта му да превърне стара заблатена алея в красив път с цветя наоколо, въпреки нуждата от ранно ставане и физически труд.
През ноември 1878 г. Оскар Уайлд завършва като бакалавър на изкуствата с отличие.

### Писателска кариера
След завършването си Уайлд се връща в Дъблин. Там отново среща своята приятелка от детството Флоренс Балкомб, сгодена за писателя Брам Стокър, за когото се омъжва през 1878 г. Уайлд е разочарован, пише ѝ, че си спомня „двете години – най-сладките години от моята младост“, прекарани заедно. Също споменава намерението си да „се завърне в Англия, сигурно за дълго“. Така и прави – отпътува през 1878 г. и след това посещава Ирландия само два пъти за кратко.
Несигурен какво да прави, той пише на свои познати в търсене на свободна позиция в Оксфорд и Кембридж, но неуспешно. Така се установява в Лондон и следващите години прекарва там, в Париж и в САЩ, където пътува и изнася лекции. Пишейки стихотворения още от времето, когато е учил в „Тринити“, през 1881 г. Уайлд издава първия си сборник „Стихотворения“. Книгата е добре приета, още на следващата година започва да се разпространява от различни издатели, но сборникът не се харесва от всички. От Оксфорд обвиняват Уайлд в плагиатство, а сатиричвното списание „Пънч“ осмива младия писател.
Във викторианска Англия от всички мъже се очаквало да се оженят и да създадат семейство. Оскар бил принуден да скрие хомосексуалността си и през 1884 г. се оженил за Констанс Лойд. Не след дълго на двойката им се родили двама синове – Сирил и Вивиън. Въпреки това Уайлд продължава с екстравагантното си за времето поведение. През 1891 г. Уайлд се среща с лорд Алфред Дъглас и между тях започва интимна връзка. На 15 май 1895 г. писателят е осъден на 2 години каторжен труд за непристойно поведение и хомосексуализъм.
След излизането си от затвора се установява в Париж, където живее под името Себастиан Мелмот с оскъдната помощ от неговото семейство. Последните две произведения на „разкаялия се грешник“ са неговата изповед De Profundis (1897) и поемата Балада за Редингската тъмница (1898).
Оскар Уайлд умира от менингит на 30 ноември 1900 г., забравен от всички и беден като просяк. Останките му са положени в гробището „Пер Лашез“ в Париж.

## Творчество
През 1881 г. излиза първият му сборник Стихотворения, отличаващ се с блестяща форма и с опита поезията да бъде изградена по принципите на импресионизма в живописта, но поемите са определени от консервативната критика като „изкуствени и неискрени“.
След 1882 г. в творчеството му доминира прозаическото начало. Чете лекции в САЩ и Англия (1882 – 1891 г.) върху съвременното изкуство, модата и новия дизайн, пътува във Франция и работи като редактор в сп. Женски свят. Прави първите си драматически опити, издава три сборника с разкази, литературно-критическите есета Идеи, романи и др.
Отпечатването на романа Портретът на Дориан Грей (1890) му спечелва славата на модерен писател с оригинален талант, затвърдена и от успеха на неговите пиеси. Автор е на девет комедийни пиеси, най-известните сред които са:
- Колко е важно да бъдеш сериозен (1895)
- Ветрилото на лейди Уиндърмиър (1892)
- Идеалният мъж (1895)
- Жена без значение (1893)

Пише и издава 2 сборника с приказки – Щастливият принц и други истории (1888) и Къщата на наровете (1892), преиздавани и до днес.
Изключително популярен става със своите афоризми и анекдоти, както и с остроумния диалог, характерен за много от произведенията му, сред които и Кентървилския призрак.